# Coenolarentia argentiplumbea
Coenolarentia argentiplumbea är en fjärilsart som beskrevs av George Francis Hampson 1903. Coenolarentia argentiplumbea ingår i släktet Coenolarentia och familjen mätare. Inga underarter finns listade i Catalogue of Life.